# Pasqual Maragall i Mira
Pasqual Maragall i Mira (Barcelona, 13 de janeiro de 1941) é um político espanhol, ex-presidente da Generalidade da Catalunha e ex-alcaide de Barcelona. Durante o seu mandato como alcaide de Barcelona tiveram lugar os Jogos Olímpicos de Verão de 1992.
A 29 de março de 2007 foi eleito Catalão do Ano  e anunciou a apresentação de uma fundação dedicada à luta contra a doença que padece. Em abril de 2008 teve lugar a criação da "Fundação Pasqual Maragall para a Pesquisa Sobre Alzheimer", que promove a investigação científica para a prevenção e a cura da doença de Alzheimer e doenças neurodegenerativas relacionadas.[carece de fontes?]
A 13 de outubro de 1988, foi agraciado com o grau de Grande-Oficial da Ordem do Infante D. Henrique; a 23 de agosto de 1996, foi agraciado com o grau de Grande-Oficial da Ordem do Mérito, ambos de Portugal.